# Терси
Терси́ (тат. Тирсә) — село в Агрызском районе Республики Татарстан. Административный центр муниципального образования Терсинское сельское поселение. Было основано во времена Казанского ханства, принадлежало татарским мурзам Яушевым и помещикам Тевкелевым. Население на 2021 год составляло 1597 человек.

## География
Географическое положение
Находится в зоне хвойно-широколиственных (смешанных) лесов, в Восточном Предкамье, в северо-восточной части Елабужской возвышенности, на реке Чаж. Располагается 25 км южнее районного центра — города Агрыза. Высота над уровнем моря — 79 м.
Климат
По Классификации климатов Кёппена, климат села определяется как Dfb — влажный континентальный климат с тёплым летом. Температура здесь в среднем 4,0 °C. Среднегодовая норма осадков — 645 мм.
| Показатель                    | Янв.  | Фев.  | Март | Апр. | Май  | Июнь | Июль | Авг. | Сен. | Окт. | Нояб. | Дек. | Год   |
| ----------------------------- | ----- | ----- | ---- | ---- | ---- | ---- | ---- | ---- | ---- | ---- | ----- | ---- | ----- |
| Средняя температура, °C       | −11,4 | −11,2 | −4,6 | 4,9  | 13,1 | 17,8 | 19,9 | 16,8 | 11,2 | 3,8  | −4,1  | −9,5 | 3,9   |
| Среднее число дней с осадками | 10    | 8     | 7    | 5    | 8    | 9    | 7    | 8    | 7    | 11   | 10    | 11   | 101   |
| Норма осадков, мм             | 39,9  | 29,7  | 22,3 | 30,7 | 43,7 | 62,7 | 63,4 | 59,5 | 58,9 | 52,1 | 42,6  | 41,7 | 547,2 |
| Средняя скорость ветра, м/с   | 2,6   | 2,7   | 2,7  | 2,7  | 2,9  | 2,3  | 2,0  | 2,1  | 2,2  | 2,7  | 2,6   | 2,6  | 2,5   |
| Источник:                     |       |       |      |      |      |      |      |      |      |      |       |      |       |

## История
Было основано во времена Казанского ханства. С 1560-х годов принадлежало татарским мурзам Яушевым. По жалованной грамоте от 1582 года князю Багишу Яушеву была выделена целая волость Терьса с деревнями по реке Кама. В волости Терьса, состоявшей в середине XVII века из пяти селений, «по выпросу» писцовой книги насчитывалось 28 «чювашских» и бобыльских дворов. Земельные угодья деревни Терси, которой на правах вотчины владели служилые мурзы Ишмамет Багишев сын и Кадырмет Досмаметев сын, насчитывали 750 десятин пашни и перелога. Деревня была самым крупным селением волости, располагалась в Зюрейской даруге Казанского уезда и насчитывала татарского населения 130 душ мужского пола в 40 дворах, а до «Казанского взятия» и того более. Вотчинные права Яушевых после 1552 года были сохранены в силу их лояльной государевой службы и, весьма вероятно, основывались на традициях вотчинных порядков до «Казанского взятия». В 1733 году генерал-майор К.-М. М. Тевкелев приобрёл Терси вместе с прочими селениями волости. В 1766 году он был здесь похоронен.
До отмены крепостного права жители были владельческими крестьянами, принадлежащими потомкам Тевкелевых. Помимо традиционных повсеместных земледелия (сельская община владела 1241 десятинами земли в начале XX века) и скотоводства, обычными занятиями жителей также были тележный, смолокуренный, кожевенный, рогожно-кулеткацкий, сапожный промыслы. В начале XIX века в Терси действовали спичечный, стекольный, кирпичный, поташный заводы. Во второй половине XIX века отмечалось наличие в деревне училища, мельницы. В 1887 году земельный надел сельца составлял 1240 десятин, в том числе 7 десятин усадьбы и 31 десятину выгона. У жителей имелись 271 лошадь, 203 коровы и 559 единиц мелкого скота (овец, свиней и коз); 181 человек занимался местными промыслами (в том числе 64 подёнщика), 63 — отхожими промыслами (в том числе 19 извозчиков), преимущественно в своём уезде. Было всего 5 грамотных. В 1893 году здесь было зарегистрировано Охотничье общество. В конце XIX века размещалась земская станция. В начале XX века здесь также располагались волостное правление, начальное двуклассное русско-татарское училище (с 1882 г.). В 1905 году Х. Шаймарданов организовал в своём доме библиотеку, где также обучал детей.
В 1742—1744, 1764—1767 и в 1773 годах крепостные крестьяне восставали здесь против помещиков Тевкелевых. В годы восстания Пугачёва жители Терси примкнули к повстанцам. В 1773 году, ещё до их прихода, крестьяне окрестных селений объединились под предводительством Габделжалила Сулейманова и выступили против Тевкелевых. В июне 1774 года, когда войско Е. Пугачёва прибыло в эти места и затем направилось на Елабугу, многие жители примкнули к нему. Г. Сулейманов у Пугачёва имел звание полковника Терсинской волости, в 1774 году в Терси был повешен правительственными войсками.
В середине XIX века на средства Тевкелевых здесь была возведена каменная трёхъярусная мечеть с минаретом в 41 м. Наличие мечети в деревне упоминалось также во второй половине XIX века. Во время Великой Отечественной войны и до 1983 года в ней размещался молочный комбинат. Здание было разобрано в 1991 году. Фамильный мавзолей Тевкелевых в селе был разобран в 1941—1945 годах. В начале XX века здесь были медресе (XVIII в., по сведениям 1869 г., обучались 62 шакирда) и мектеб.
В 1919 году была открыта начальная школа. В 1926 году она была преобразована в семилетнюю, в 1939 — в восьмилетнюю, в 1990 — в среднюю. В 1929 году в селе был образован колхоз «Кызыл Тирсэ». С 1935 года он назывался колхозом имени Кирова. В 1944 году колхоз был разделён на колхозы «Сигнал» и имени Кирова. В 1961 году — объединён с колхозом «Татарстан» под названием «Имени XXII партсъезда». В 1994 году он был реорганизован в акционерное общество «Ватан». В 1930 году была создана машинно-тракторная станция. В 1938 году был сооружён маслозавод. В 1978 году он был перемещён в Агрыз.
До второй половины XVIII века входило в Зюрейскую даругу Казанского уезда. До 1897 года было центром Терсинской волости Елабужского уезда Вятской губернии. До 1919 года входило в Сарсак-Омгинскую волость Вятской, с 1919 — Казанской, с 1920 — Вятской губернии. В январе 1921 года вошло в состав образованного Елабужского кантона (до июня был уезд), с декабря — Агрызского, с 1924 — Елабужского кантона Татарской АССР. В связи с упразднением кантонного деления в республике, 14 февраля 1927 года было включено в созданный Агрызский район, где стало центром Терсинского сельсовета. В результате реформы административно-территориального деления, 1 февраля 1963 вошло в Елабужский район. 4 марта 1964 года вернулось в Агрызский район.

## Население
| 1646 | 1859 | 1887  | 1905  | 1920  | 1926  | 1938  |
| ---- | ---- | ----- | ----- | ----- | ----- | ----- |
| 124  | ↗883 | ↗915  | ↗1047 | ↗1177 | ↗1192 | ↘1152 |
| 1958 | 1970 | 1989  | 2002  | 2010  | 2015  | 2021  |
| ↘758 | ↗815 | ↗1351 | ↗1678 | ↗1765 | ↗1781 | ↘1597 |

По данным 1859 года, населённый пункт упомянут как владельческая деревня Терси 2-го стана Елабужского уезда Вятской губернии при речке Чаже, где в 122 дворах проживало 883 жителя (431 мужчина, 452 женщины). В 1887 году по данным подворной переписи в сельце Терси Терсинского сельского общества Терсинской волости того же уезда проживало 915 жителей (455 мужского пола и 460 женского) в 183 дворах татар. По переписи 1897 года в деревне Терси проживало 1022 человека (488 мужчин, 534 женщины), из них 1005 магометан. В 1905 году в сельце Терси Большекибьинской волости проживало 1047 человек (516 мужчин, 531 женщина) в 186 дворах. По переписи 2002 года — 1678 жителей (795 мужчин и 883 женщины). По переписи 2010 года — 1765 человек (830 мужчин и 935 женщин). По переписи 2021 года в селе проживало 1597 человек. Из 1593 указавших национальность было 1334 татарина, 134 русских, 69 марийцев, 23 удмурта и 35 представителей других национальностей. Русский язык был родным для 142 человек (при этом использовали его 1529 человек), татарский — для 1331 (использовали 1388 человек), марийский — для 65 человек и удмуртский — для 22. На начало 2022 года в селе жили 1682 человека (1157 — трудоспособного, 309 — старше трудоспособного возраста).

## Экономика и инфраструктура
Экономика
В селе находятся:
- предприятие по известкованию почв — общество с ограниченной ответственностью «Агрызагрохимсервис» (с 2004 г.)
- сельскохозяйственное предприятие — общество с ограниченной ответственностью «Назяр» (с 2004 г.)
- крестьянское (фермерское) хозяйство Р. Р. Харисова по переработке молока (с 2010 г.)
- сельскохозяйственное предприятие — общество с ограниченной ответственностью «Навруз» (с 2011 г.), машинно-тракторный парк и ремонтная мастерская

Транспорт
Расстояние от села до районного центра по улично-дорожной сети — 23 км. Через село проходят автомобильные дороги регионального значения:
- Терси — Сукман
- Агрыз — Красный Бор

Через село проходит железная дорога Агрыз — Набережные Челны — Акбаш, в селе находится станция Терси. Общественный транспорт представлен автобусным маршрутом Агрыз — Красный Бор. Остановочный пункт находится на пересечении автомобильных дорог Агрыз — Красный Бор и Терси — Сукман к юго-востоку от села. В юго-западной части села располагается объект придорожного сервиса, в юго-восточной — автомобильная заправочная станция.
Образование и здравоохранение
В селе с 1917 года действует средняя школа, с 1977 года — детский сад. Имеется врачебная амбулатория (при амбулатории есть специализированный автомобиль скорой медицинской помощи).
Прочие объекты
Имеются спортивный комплекс, две универсальные спортивные площадки, почтовое отделение, отделение Сбербанка России, двенадцать предприятий торговли с общей торговой площадью 576 кв. м, одно предприятие общественного питания на 20 посадочных мест, три предприятия бытового обслуживания.
Общая площадь села — 289,1 га. В селе 18 улиц. Общая протяжённость улично-дорожной сети — 14,4 км. Главной улицей является ул. Центральная, имеющая асфальтобетонное покрытие. По ул. Центральная расположены все основные объекты общественного назначения. Все остальные улицы в жилой застройке имеют асфальтобетонное и переходное покрытие. Жилищный фонд представлен многоквартирной — 8,89 тыс. кв. м и индивидуальной — 36,42 тыс. кв. м — жилой застройкой, обеспеченностью 26,9 кв. м на человека. Село газифицировано и электрифицировано. Водоснабжение осуществляется из подземных источников при помощи артезианских скважин и водонапорных башен. Общая протяжённость сетей водоснабжения — 12,9 км. Сетями централизованной  канализации охвачено 75%, газоснабжения — 100% территории. Отопление индивидуальной и общественной застройки осуществляется от локальных источников теплоснабжения, работающих на газе.

## Культура и религия
Культура
В селе есть три творческих коллектива — клубы любителей танцев. С 1973 действует сельский дом культуры. Имеется сельская библиотека.
Религия
В селе находятся две местные мусульманские религиозные организации — сельские приходы. С 1999 года действует мечеть.